# Formula Kite

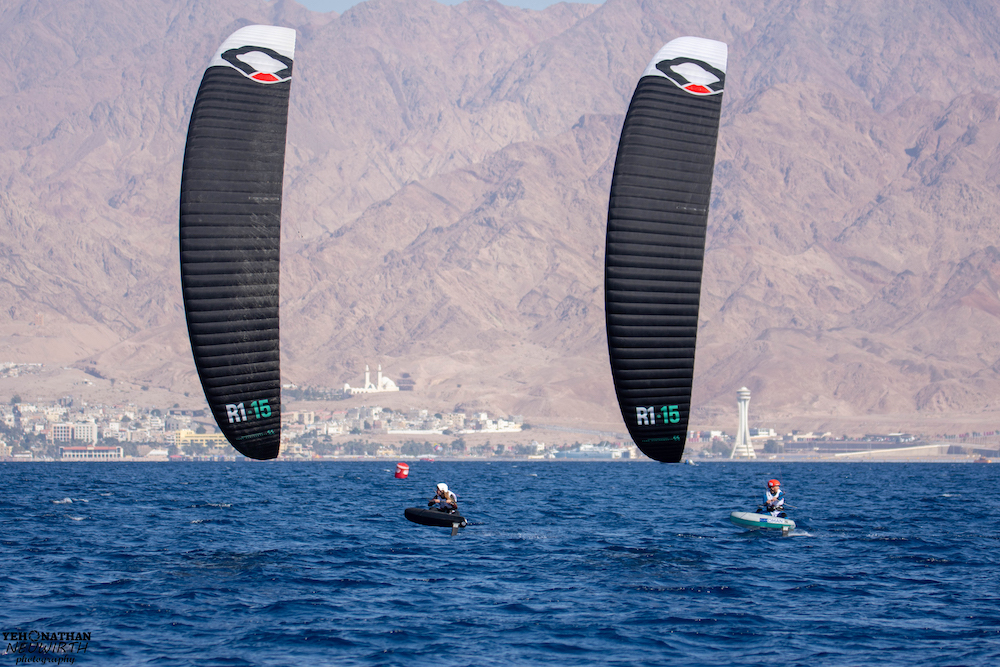
Embarcações da Formula Kite

Formula Kite é a classe de kitesurf escolhida pela Federação Internacional de Vela para os Jogos Olímpicos de Verão de 2024. A aula conta com kite foil e prancha com hidrofólio. O equipamento não é de design único, mas em vez disso os concorrentes usam equipamentos de produção aprovados à sua escolha. A International Kiteboarding Association (IKA) administra a aula. A classe é para homens e mulheres.